# Cadet (natante)
Il Cadet è un natante a vela da regata, la cui classe è riconosciuta dalla International Sailing Federation.